# Pedro de Cantabria
Pedro de Cantabria fue duque (dux) de Cantabria; lo era en 702 (año de la muerte de Egica) y en 710 (año de la muerte de Vitiza).
Es el antepasado común de todos los reyes de Asturias. Su hijo Alfonso I el Católico se casó con la hija de Pelayo, fundador del reino de Asturias en Cangas de Onis, territorio cantabro en aquellos tiempos. Pero, tras la muerte de su hijo Favila, que reinó durante dos años, la corona del Reino de Asturias volvió definitivamente al linaje de Pedro de Cantabria, que es el antepasado más antiguo conocido de los reyes de España.

## Antepasados y descendientes
Según la versión rotense de la Crónica albeldense, Pedro era exregni prosapiem; o sea, de estirpe real visigoda. Hasta el siglo XIX, basándose en los antiguos cronistas, se creyó que fue hijo del rey visigodo Ervigio. Sin embargo, no existe ninguna prueba documental. Según una hipótesis del genealogista Christian Settipani —basándose en la onomástica, en la cronología, en elementos biográficos y el testimonio de las crónicas—, el duque Pedro de Cantabria era descendiente (por varonía) de Leovigildo y Recaredo I (ex semine Leuvigildi et Reccaredi progenitus) y es el mismo Pedro hijo de Didacus y de su mujer Gelvira (Guluira) y nieto paterno del conde visigodo Agila y de su mujer Divigra y, por tanto, sobrino paterno y primo sobrino materno de Favila. Las Crónicas declaran que los reyes astures son descendientes de Leovigildo y Recaredo y tratan de crear una continuidad institucional entre ambas realidades políticas. La moderna historiografía coincide en que la causa final de este fenómeno radica en lo que se denominaba «neogoticismo» que respondía a una red de intereses políticos y al reforzamiento del prestigio personal de Alfonso III.
Se desconoce el nombre de su o sus esposas. Tuvo dos hijos: 
- Alfonso I, fue el tercer rey de Asturias y padre del rey Fruela I de Asturias.[5]
- Fruela,[6][7] fue padre de los reyes Aurelio y Bermudo I, y abuelo de Ramiro I. Dio origen, a través de su hijo Bermudo, a uno de los principales linajes de los que provinieron los monarcas de los reinos de Asturias, León, Navarra, Castilla y Aragón, que posteriormente darían origen a los reinos de España y Portugal.

El historiador García Moreno sugiere que también pudo ser el padre de Froiluba, la esposa de Fávila de Asturias.

## Actuación

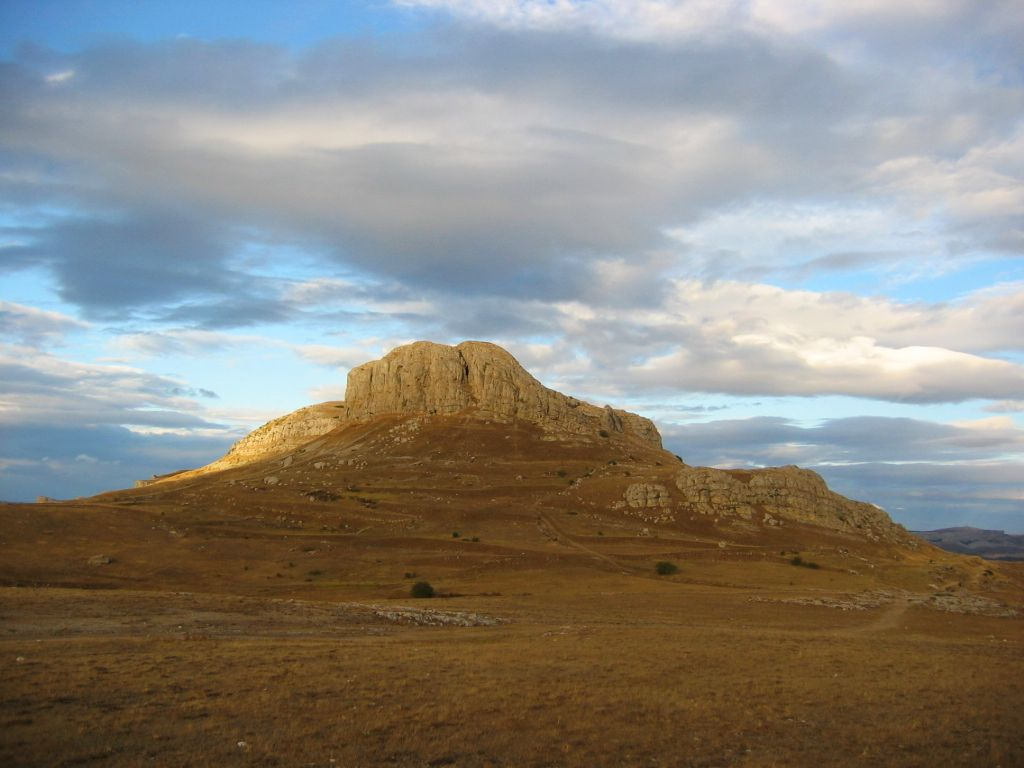
Peña Amaya, antigua capital del ducado de Cantabria.

Entre 711 y 712, Táriq ibn Ziyad conquistó con su ejército Amaya, la capital del ducado de Cantabria. Según antiguas crónicas musulmanas, en el año 714 Musa ibn Nusair toma y saquea por segunda vez Amaya, lo que obliga a Pedro y a los suyos a refugiarse tras la cordillera. Allí combina sus fuerzas con el líder astur Pelayo para combatir a los invasores musulmanes, a los que derrotan en la batalla de Covadonga. Es probable que, siguiendo la costumbre goda, Pedro enviase a su hijo a la corte real de Pelayo en Cangas de Onís. Según el fragmento transcrito a continuación de la Crónica albeldense, el duque Pedro de Cantabria después de liberar a Gijón ocupado por Munuza y un señor llamado Pelayo, acordaron unir sus fuerzas mediante el matrimonio de Alfonso, hijo de Pedro, con Ermesinda, hija de Pelayo:

Adefonsus, Pelagi gener, reg. an. XVIIII. Iste Petri Cantabriae ducis filius fuit; et dum Asturias venir Ermesindam Pelagii filiam Pelagio proecipiente, accepit
Enrique Flórez de Setién. España sagrada, t. XIII, ap. VI

La tradición sitúa a Pedro el año 712 en su castillo de Tedeja junto a quien se convertirá en su consuegro, Don Pelayo. Javier Iglesia Aparicio cita en un artículo que el benedictino del siglo XVII Gregorio de Argaiz, explicaba que los refugiados godos del duque Pedro se replegarían a Tetelia, (Castillo de Tedeja, junto a la actual Trespaderne), tras la caída de Amaya frente a los árabes. Cerrando el desfiladero de la Horadada que salvaguardaba el valle de Tobalina y la costa, algo así como «el último bastión» frente al invasor. En la huida desde Toledo, los espatarios supervivientes de la batalla de Guadalete, trasladarían el panteón real de los reyes godos hasta la cercana y desaparecida ermita de Santa María de los Reyes Godos junto a la orilla norte del Ebro, protegida por el Castillo de Tedeja. 
Según Javier Iglesia Aparicio, el 9 de agosto del año 726, Pedro y Don Pelayo volverían a derrotar a un ejército musulmán, a solo tres kilómetros de distancia del castillo de Tedeja, pero esta vez dando un paso en la reconquista, en la orilla sur del Ebro, en la batalla de Cillaperlata o del Negro Día, junto al lugar en cuya conmemoración se construyó la sencilla ermita de Encinillas. Sin embargo, los historiadores Montenegro y del Castillo dudan de la existencia de un núcleo de resistencia en Cantabria y de que «el duque Pedro hubiese estado vivo y manteniendo la resistencia en Cantabria» debido a que, de haber sido así, el triunfo de Covadonga hubiese sido del duque y no de Don Pelayo. Opinan que el duque Pedro estuvo en Amaya cuando fue atacada por los musulmanes por segunda vez en 714 y que ahí, «casi con toda seguridad, pereció [el duque Pedro] durante el asedio».
Tras la muerte de Favila el 14 de septiembre del año 739 durante una cacería, el cual había sucedido a su padre Pelayo como rey de los astures, Alfonso es designado primer rey de los unificados dominios que en lo sucesivo se conocerían con el nombre de Asturias. La posteridad lo conoce con el nombre de Alfonso I el Católico.